# Sorhagenia baucidis
Sorhagenia baucidis är en fjärilsart som beskrevs av Ronald W. Hodges 1969. Sorhagenia baucidis ingår i släktet Sorhagenia och familjen fransmalar. Inga underarter finns listade i Catalogue of Life.